# Волковыск (Червенский район)
Волковыск (бел. Ваўкавыск), также Козловщина, Крепищина (бел. Казлоўшчына, Крэпiшчына) — деревня в Червенском районе Минской области. Входит в состав Валевачского сельсовета.

## Географическое положение
Находится примерно в 16 километрах к северо-западу от райцентра, в 49 км от Минска, в 30 км от железнодорожной станции Руденск линии Минск-Осиповичи, вблизи автодороги M-4 Минск—Могилëв.

## Археология
В 600 метрах к северо-востоку от деревни обнаружено городище, датируемое железным веком.

## История
На 1870 год деревня относилась к Гребёнской волости Игуменского уезда Минской губернии, здесь насчитывалось 9 душ мужского пола. Согласно переписи населения Российской империи 1897 года здесь было 5 дворов, проживали 45 человек, рядом был одноименный фольварок в 2 двора, где жили 16 человек. На 1908 год в деревне 5 дворов, 40 жителей. На 1917 год количество дворов осталось прежним, население возросло до 48 человек, население фольварка по сравнению с 1897 годом не изменилось. 20 августа 1924 года деревня вошла в состав вновь образованного Валевачского сельсовета Червенского района (с 20 февраля 1938 — Минской области. Согласно Переписи населения СССР 1926 года в деревне было 7 дворов, проживали 39 человек. На 1940 год домов было 12, население составляло 53 жителя. Во время Великой Отечественной войны деревня была оккупирована немцами в конце июня 1941 года, один её житель погиб на фронте. Освобождена в начале июля 1944 года. На 1960 год насчитывалось 45 жителей. В 1980-е годы входила в состав колхоза «Искра». По итогам переписи населения Белоруссии 1997 года в деревне насчитывалось 6 жилых домов и 11 жителей. На 2013 год 4 жилых дома, 6 жителей.

## Население
- 1870 — 9 мужчин
- 1897 — 5 дворов, 45 жителей + 2 двора, 16 жителей
- 1908 — 5 дворов, 40 жителей
- 1917 — 5 дворов, 48 жителей + 2 двора, 16 жителя
- 1926 — 7 дворов, 39 жителей
- 1940 — 12 дворов, 53 жителя
- 1960 — 45 жителей
- 1997 — 6 дворов, 11 жителей
- 2013 — 4 двора, 6 жителей